# Parophrida
Parophrida là một chi bọ cánh cứng trong họ Chrysomelidae.
Chi này được miêu tả khoa học năm 1934 bởi Chen.

## Các loài
Chi này gồm các loài:
- Parophrida violaceicornis Medvedev, 1996